# Kriegswaffenbuch
Das Kriegswaffenbuch ist ein Dokument, das nach § 12 Abs. 2 des Kriegswaffenkontrollgesetzes von jedem geführt werden muss, der „Kriegswaffen herstellt, befördern lässt oder selbst befördert oder die tatsächliche Gewalt über Kriegswaffen von einem anderen erwirbt oder einem anderen überlässt“. Als Kriegswaffen gelten diejenigen Waffen, die in der Kriegswaffenliste verzeichnet sind. Das Kriegswaffenbuch soll der lückenlosen Kontrolle des Verbleibs der jeweiligen Waffe dienen.
Die Anforderungen an die Führung und den Inhalt des Kriegswaffenbuches ergeben sich aus § 9 der Zweiten Verordnung zur Durchführung des
Kriegswaffenkontrollgesetzes. 
Für jedes Waffensystem existiert ein eigenes Blatt im betreffenden Kriegswaffenbuch. Vermerkt werden müssen alle Veränderungen im Bestand der jeweiligen Waffe unter anderem mit Herkunft oder Empfänger und Waffennummer. Das Kriegswaffenbuch kann auch elektronisch geführt werden.
Die Kontrolle der ordnungsgemäßen Führung des Kriegswaffenbuchs liegt beim Bundesamt für Wirtschaft und Ausfuhrkontrolle (BAFA). Der aktuelle Stand des Kriegswaffenbuchs muss am 31. März und am 30. September jedes Jahres an das BAFA gemeldet werden. Zusätzlich nimmt die Behörde Kontrollen vor.